# Chu (De tio rikena)
Denna artikel handlar om den kinesiska staten under De fem dynastierna och De tio rikena (902–979) i Kinas historia. För staten under Vår- och höstperioden (770-481 f.Kr.), se Chu (stat).
Chu (楚, Chǔ) var ett av de tio kungadömena i Kina under tiden för De fem dynastierna och De tio rikena. Riket grundades av Ma Yin som var militärguvernör i den tidigare Tangdynastin, och blev Prins av Chu år 907. Under dynastin Senare Tang fick Ma Yin år 927 titeln Prins av staten Chu. Rikets territorium motsvarade dagens Hunan och nordöstra Guangxi. Efter bråk inom Ma-familjen sökte riket hjälp av Södra Tang som år 951 invaderade Chu.